# Володавське церковне намісництво
Володавське намісництво (деканат) — церковно-адміністративна округа Берестейського крилоса Володимирської єпархії.

## Парафії
У 1729 році охоплювало 21 парафію.
1. Володава
2. Ганна, Петро-Павловська церква (1775)
3. Ганьск
4. Голешів, Михайлівська церква (1726, 1775)
5. Головно, Дмитріївська церква (1726, 1775)
6. Голя, Параскеви (1726, 1775)
7. Довгоброди, (1726, 1775)
8. Довголиска, Покровська церква (1726, 1775)
9. Коденець
10. Любінь, Михайлівська (1726, 1775)
11. Орхів
12. Отроч
13. Славатичі
14. Харси, Спаська церква (1726, 1775)
15. Хоростита (1726, 1775)
16. Черськ, Михайлівська церква (1726, 1775)
17. Яблочно, Онопріївська церква (1764, 1775)